# Храм Всех Святых (Вознесенская Давидова пустынь)
Трапезный храм Всех Святых (Всехсвятская церковь) — православный храм мужского монастыря Вознесенская Давидова пустынь в городском округе Чехов, в селе Новый Быт. Относится к Чеховскому благочинию Подольской епархии Русской православной церкви.
Построенный в начале XX века в здании трапезной и освященный 16 июня 1913 года одноглавый Всехсвятский храм является самым молодым из храмов монастыря. Является памятником архитектуры федерального значения.